# Řepice (tvrz)
Řepice je částečně zaniklá tvrz ve stejnojmenné vesnici severovýchodně od Strakonic v Jihočeském kraji. Tvrz byla založena v průběhu čtrnáctého století. Po polovině šestnáctého století ji nechal Jan starší Hodějovský z Hodějova renesančně přestavět a za jeho života se z ní stalo jedno z center humanismu v Čechách. Na počátku třicetileté války byla tvrz vypleněna a přestala sloužit jako panské sídlo. Postupem času z větší části zanikla. Dochovaly se z ní pouze zbytky ohrazení zahrady s baštami, které jsou chráněné jako kulturní památka. Jedinou dochovanou budovou je renesanční sýpka ve středu vesnice.

## Historie
Řepická tvrz byla založena v průběhu čtrnáctého století. V té době vesnici vlastnil Purkart z Řepice připomínaný v letech 1298–1342, okolo roku 1359 (Karel Tříska uvádí rok 1389) ji měli v nedílném držení bratři Ctibor, Prudota, Martin a Všebor. Později se o majetek rozdělili, a na Řepici zůstali dva nejstarší bratři připomínaní do roku 1364 jako patroni kostela svaté Maří Magdalény. Po nich se patrony kostela, a pravděpodobně tedy i majiteli vesnice, roku 1370 stali bratři Mikuláš a Oneš z Vlhavy spolu s bratry Janem a Purkartem z Chynovic. Roku 1399 vesnici vlastnil Nedamír z Machovic a po něm  bratři Chval, Buzek a Kunáš považovaní Augustem Sedláčkem za Nedamírovy syny, kteří roku 1412 věnovali řepickému faráři plat z tvrze a dvou vesnic.
Časem se bratři o majetek rozdělili, a tvrz připadla Chvalovi, který se během husitských válek stal jedním z táborských správců. Poslední zmínka o něm pochází z roku 1437. Po Chvalovi Řepici získal Hynek Dívčický ze Sudoměře, jehož potomci používali přídomek Řepičtí ze Sudoměře. Jedním z nich byl syn Jan Řepický ze Sudoměře, připomínaný jako držitel Řepice od roku 1482. Právě Jan Řepický nechal na přelomu patnáctého a šestnáctého století tvrz rozsáhle přestavit. Přestavbu dokládá záznam z 12. srpna 1528, kdy se jeho synové Hynek, Adam a Ctibor Řepičtí dělili o majetek. Podle něj v tvrzi bylo „drahně pokojů klenutých nově postavených“. Tvrz připadla Adamovi včetně vesnice, nově postaveného dvora a pivovaru. Ke statku dále patřily vsi Rovná, Domanice, Droužetice, Černíkov, Chrášťovice, Třebohostice, Štítkov, Hodonín a část Slaníka. Adam zastával úřad nejvyššího podkomořího a po stavovském povstání v roce 1547 se mu podařilo panství rozšířit o vesnice Třebkov, Bošovice a Drhovli.
Adam zemřel na cestách v Miláně, a protože jeho syn Jan zemřel ještě dříve, majetek po jeho smrti až do dospělosti dcery Kateřiny spravovala vdova Markéta z Guštejna. Kateřina se provdala za Zdeňka ze Šternberka a Řepici roku 1552 prodala Janovi staršímu Hodějovskému z Hodějova. Nový majitel v Řepici sídlil od roku 1555, po kterém nechal starou tvrz přestavět v renesančním slohu. Jeho sídlo se tak díky rozsáhlé knihovně a častým návštěvám básníků stalo jedním z center českého humanismu. Ve tvrzi se nacházelo množství pokojů, jejichž vybavením by podle dobových popisů nepohrdl ani panovník. Tvrz, označovanou tehdy také jako hrad, chránilo opevnění se čtyřhrannými věžemi a přiléhala k ní botanická zahrada.

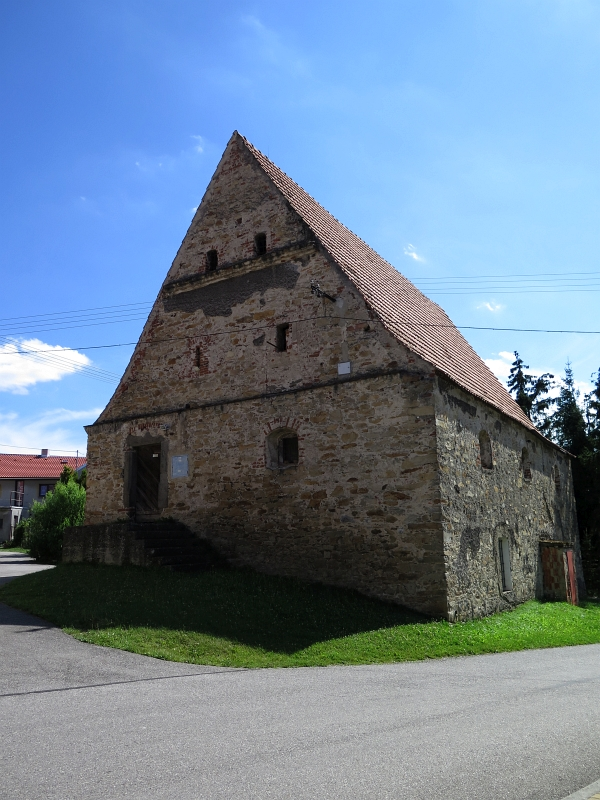
Renesanční sýpka

Po Janově smrti přenechala Alena Dýmová z Hodějova právo k doživotnímu užívání tvrze Oldřichovi z Hodějova, který panství spravoval až do své smrti dne 10. dubna 1578. Tvrz poté získal jeho bratr Bernard mladší z Hodějova, který ji zastavil svému strýci Bernardovi nejstaršímu († 1621). Oba dva se zúčastnili stavovského povstání, a proto tvrz roku 1620 dobylo a vypálilo císařské vojsko vedené Martinem de Hoeff-Huertou. Generál Baltasar Marradas o rok později Řepici zastavil Judytě Kolovratové ze Šternberka, která celé panství roku 1623 koupila. Judyta statek zadlužila, a k uspokojení věřitelů její dědicové panství roku 1630 prodali Jindřichovi Libštejnskému z Kolovrat. Jeho majetek roku 1646 zdědil syn Oldřich František Libštejnský z Kolovrat, který jako bezdětný zemřel v roce 1650. Majetek odkázal nezletilému Václavovi Libštejnskému z Kolovrat. Řepici měla zdědit Alžběta Kolovratová z Lobkovic, ale pro velké zadlužení statku jej přenechala Václavovi. Dlužná částka v té době přesahovala polovinu ceny statku, a ten byl proto prodán Janu Antonínovi Losymu. Nový majitel Řepici připojil ke Štěkni. Opuštěná tvrz poté chátrala a z větší části zanikla. V roce 1840 ještě její pozůstatky stály, ale až na dvě bašty postupně zanikly i ty a na jejich místě byly postaveny obytné domy.

## Stavební podoba
Z areálu bývalého panského sídla se dochovalo pouze několik fragmentů, ke kterým patří renesanční sýpka, zahrada, západní zeď a dvě bašty, které ke zdi přiléhají. Ze třetí bašty zůstalo jen dva metry vysoké torzo zdi a čtvrtá bašta beze zbytku zanikla.